# Дармщатий
Дармщатий, познат в миналото като унунилий, е химичен елемент със символ Ds, атомен номер 110 и атомна маса 281.
Този синтетичен елемент има свръхтежки атоми. Разпада се бързо. Някои от по-тежките му изотопи имат период на полуразпад около 14 секунди.